# Марсел Рено
Марсел Рено (фр. Marcel Renault; Булоњ Бијанкур, 14. мај 1872 - 26. мај 1903. Payré) био је француски возач и индустријалац, суоснивач Реноа. Био је брат Луја и Фернанда Реноа.

## Биографија
Рено је рођен у Паризу где су он и његова браћа 
Његов отац, Алфред Ренo, изградио је солидно богатство у трговини тканинама и дугмадима, а његова мајка Луиса била је кћи богатог трговца. Марсел је имао двије сестре и два брата. Марцел Ренаулт је стекао пословно искуство док је радио са братом Фернандом у текстилној фирми њиховог оца. Њихов млађи брат Луј је био механички генијe који је саградио свој први аутомобил у доби од 21 годинe. Годину дана касније, тројица браће су 25. фебруара 1899. године почела са радом компаније заједнички основали аутомобилску компанију Рено. Марсел је био одговоран за администрацију, Фердинанд за маркетинг и Луис је посвећен дизајну и конструкцијамa аутомобила. Марсел и његов брат Луис возили су аутомобиле које су саградили почетком следеће године, односно 1900. То је била прва вожња Реноа, који је касније постао један од најпознатијих аутомобила у свету. Марсел је умро је у Паyреу, у доби од 31 године, због тешких повреда које је задобио током трке Париз-Мадрид .

## Аутомобили Ренаулт и тркачка каријера
Тешко је схватити важност кратког живота Марсел Рена у аутомобилској индустрији. Његов млађи брат Лоуис изградио је аутомобил за сопствено задовољство уз приправност брата Марсела, након што је завршио свој национални сервис.
Тај хоби ће касније створити највећу француску аутомобилску компанију.
Браћа су oсновали aутомобиле Ренo 25. фебруара 1899. године у париском предграђу Биллнцурт и убрзо препознали корист од публицитета који је генерисао успјех у тркама. Обојица браће су ушли у трку Париз-Троувиле тог лета, а Луис је повео Марсела у побједу од 1-2 у класи. Највећи успех Марселова Реноа дошао је 1902. у Париз-Беч - најважнијој трци те године. Браћа Рено возила су машине од 16 КС у класи лаких аутомобила, али Марсел је победио све тешке аутомобиле и тиме победили просечном брзином од 38,96 km/h.
Међутим, Марселова кратка каријера нагло се зауставила у злогласној трци Париз-Мадрид годину дана касније. Марсел је пратио Леона Тхéрyја Децаувиллеа северно од Ангулема када се срушио у Цоухé-Вéрачу. Они који су стигли у Бордо на ноћно стајалиште, дочекали су страшне вести. Седам возача и гледалаца погинуло је у неколико несрећа, а Марцел Ренаулт је критично повређен. Организатори су одлучили напустити трку - сигнализирајући смртну узбуну епских трка од града до града.
Марцел Ренаулт подлегао је својим повредама два дана касније, лишавајући Француску једног од великих пионира аутомобила са само 31 годинe.